# Hans Carl Podeyn
Hans Carl Podeyn (* 1. März 1894 in Hamburg; † 19. August 1965 in Bad Homburg vor der Höhe) war ein Hamburger SPD-Politiker der Weimarer Republik und Botschafter.

## Leben
Podeyn wurde als Sohn eines Straßenbahnfahrers in Hamburg-Hammerbrook geboren. Er besuchte die Volksschule und anschließend das Lehrerseminar. 1914 wurde er Volksschullehrer in Altengamme, einer Hamburger Landgemeinde, der Ausbruch des Ersten Weltkrieges unterbrach seine Schulkarriere, da er eingezogen wurde. Bis 1918 nahm Podeyn als Offizier am Krieg teil. 1919 kehrte Podeyn nach Altengamme zurück, wurde wieder Lehrer und war kommunalpolitisch für die SPD aktiv. Später war er kaufmännischer Angestellter. Von 1924 bis 1933 war Podeyn Mitglied der Hamburger Bürgerschaft, von 1928 bis 1933 als Fraktionsvorsitzender der SPD-Fraktion. Er galt als Etatexperte der SPD-Fraktion. Am 16./17. Juni 1933 wurde er im Rahmen der Hamburger-Echo-Versammlung festgenommen und in Schutzhaft genommen. 1934 wurde er aus dem Staatsschuldienst entlassen. Er musste sich eine neue Existenz aufbauen und wechselte bis 1945 aus wirtschaftlichen Gründen neunmal den Wohnsitz. 1935 geriet Hans Podeyn erneut in das Visier der Gestapo und stand im Verdacht, sich an der illegalen Parteiarbeit zu beteiligen und wurde 1936 erneut vorübergehend festgenommen.

## Nachkriegszeit
Von 1946 bis 1949 war er Abteilungsleiter und Ministerialdirektor in der Verwaltung Ernährung, Landwirtschaft und Forsten der Britischen Zone und Bizone. Nach Gründung der Bundesrepublik Deutschland war er im diplomatischen Dienst tätig und von 1954 bis 1959 als Botschafter in Pakistan.